# Sunfire
Sunfire, echte naam Shiro Yoshida (吉田四郎 / Yoshida Shirō), is een fictieve superheld uit de strips van Marvel Comics. Hij is een voormalig lid van de X-Men. Hij werd bedacht door schrijver Roy Thomas en tekenaar Don Heck, en maakte zijn debuut in Uncanny X-Men #64 (januari 1970).
Sunfire is een arrogante Japanse mutant met vaak een kort lontje. Hij kan superheet plasma genereren en vliegen. Hij is niet bepaald het type dat graag in een team werkt.

## Biografie

### Oorsprong
Shiro Yoshida en zijn zus Leyu (Sunpyre) zijn de kinderen van een vrouw die stralingsziekte opliep tijdens de atoombomaanval op Hiroshima. Hierdoor waren beide mutanten met identieke krachten.
Shiro’s moeder stierf aan de stralingsziekte toen hij nog jong was. Dit maakte dat Shiro een grote haat ontwikkelde tegen de Verenigde Staten, ondanks dat zijn vader een diplomaat was die goede banden met de VS had. Zijn hebzuchtige oom, Tomo, inspireerde Shiro om de identiteit van Sunfire aan te nemen en een eenmansoorlog tegen de Verenigde Staten te beginnen. Hij viel het Capitool aan en bevocht de X-Men. Toen Shiro zag dat Tomo zijn vader vermoordde, doodde Shiro hem en gaf zich over aan de autoriteiten.

### Later leven
Maanden later rekruteerde Xavier Sunfire om een nieuw team van X-Men te vormen en de oude X-Men te redden van het levende eiland Krakoa. Sunfire hielp bij de reddingsactie, maar trok zich terug uit het team voordat hij officieel lidmaatschap kreeg. Dit was vooral vanwege zijn arrogante houding.
Sunfire heeft sindsdien in verschillende Marvel stripboeken meegespeeld. In sommige gevallen leidde zijn houding tot conflicten met andere superhelden zoals Iron Man, Rogue en Wolverine.
In 1998 publiceerde Marvel de miniserie Sunfire and Big Hero Six. De serie draaide om Sunfire’s korte periode als lid van een nieuw superheldenteam dat door de Japanse overheid werd gesteund.
Sunfire raakte weer betrokken bij de X-Men toen Apocalypse hem ontvoerde omdat hij een van “De Twaalf” was, een groep van unieke mutanten die Apocalypse nodig had om de realiteit te veranderen.
Later werd Sunfire lid van de X-Corporation, een organisatie om mutantenrechten te beschermen.

### Rogue
Het werd onthuld dat Sunfire jaren terug had samengewerkt met Rogue en Mystique toen Rogue nog lid was van de Brotherhood of Mutants. Een ander lid van de groep was Blindspot, die de kracht had om geheugens te wissen en te herstellen. De vier waren op een missie om het proces voor adamantiumbinding van Lord Dark Wind (de vader van Lady Deathstrike) te stelen. Toen Mystique haar banden met Blindspot verbrak, wiste Blindspot de herinneringen aan haar bij alle teamleden.
Toen bleek dat Lord Dark Wind de vier dood wilde voor de diefstal, herstelde ze hun geheugen zodat ze weer wisten wat er gaande was. Tegen deze tijd was Lady Deathstrike al op een persoonlijke missie om al diegenen die haar vader hadden onteerd te doden. Ze bevocht ook Sunfire, en amputeerde zijn benen. Dit bracht Sunfire in een kritieke toestand. Verzwakt vroeg Sunfire Rogue om zijn krachten te absorberen zodat ze Lady Deathstrike kon verslaan. Rogue deed dit en Sunfire leek om te komen bij de overdracht. Zijn persoonlijkheid ging over op Rogue.

### Horseman of Apocalypse
Sunfire bleek echter nog in leven te zijn. In X-Men #182 werd onthuld dat hij was gered door een mysterieuze groep ninja’s. Apocalypse zocht Sunfire op en bood hem een kans zijn krachten en benen terug te krijgen en wraak te nemen, mits hij zijn dienaar zou worden. Zo werd Sunfire een van Apocalypse’ nieuwe Ruiters.
Sunfire werd voor het laatst gezien toen hij wegvluchtte met het bewusteloze lichaam van Gambit, die net als hij een voormalige X-Men was.

## Alternatieve versies

### Age of Apocalypse
In de Age of Apocalypse tijdlijn werd Japan vernietigd door Holocaust, een van Apocalypse’ ruiters. Shiro overleefde dit maar werd gevangen door Maximus als proefkonijn voor diens experimenten. Hij werd gered door de X-Men en voegde zich bij hen.

### House of M
In de House of M realiteit was Sunfire de keizer van Japan. Onder zijn regering was het land welvarend, maar de armoede was enorm groot onder normale mensen.

## Familie
Sunfire is de broer van Leyu Yoshida, alias de superheldin Sunpyre. Zij heeft dezelfde krachten als hij. Hij is ook de neef van Mariko Yashida.

## Krachten
Sunfire heeft de gave om zonnestraling te absorberen en om te zetten tot plasma dat ontbrandt als het in aanraking komt met zuurstof. Hij kan dit brandende plasma afvuren via zijn handen als schoten van hitte en straling. Sunfire kan zichzelf omgeven met een aura van intense hitte, heet genoeg om staal te smelten. Als hij dit aura naar beneden focust, kan hij zichzelf lanceren als een raket. Sunfire kan hitte zien door zijn gezichtsvermogen van zichtbaar licht om te schakelen naar infrarood. Vanwege zijn krachten is Sunfire zelf immuun voor straling.
Na zijn transformatie tot een van Apocalypse’ ruiters, kreeg Sunfire de gave om met zijn vlammen grote lichtflitsen te creëren die bepaalde gebieden van het menselijk brein beïnvloeden. Dit maakt dat iedereen die het licht ziet een gevoel krijgt alsof hij/zij verhongert.

## In andere media
- Sunfire had een gastoptreden in de animatieserie Spider-Man and His Amazing Friends in de aflevering "Sunfire".
- Sunfire kwam even kort voor in de X-Men animatieserie gedurende de Dark Phoenix Saga. Hij was te zien in de aflevering "Child of Light". Hij dook daarnaast op in de afleveringen "Slave Island" en "Graduation Day", waarin hij ook tekst had. Hij had in de serie een zwaar Japans accent.

- Sunfire was een van de zestien bespeelbare mutanten in het spel X-Men Legends II: Rise of Apocalypse.

- Sunfire verscheen in het The Punisher videospel.

- In de film X2 verscheen zijn naam op een computerscherm waarop een lijst van mutanten werd getoond.